# Luhan
Der Luhan (umgangssprachlich auch „Luhanka“/„Luganka“; ukrainisch Луга́нь; russisch Lugan) ist ein rechter, 198 km langer Nebenfluss des Siwerskyj Donez im Nordosten der Ukraine.
Der Luhan entsteht im Nordosten der Stadt Horliwka in der Oblast Donezk. Er fließt in überwiegend östlicher Richtung in die Oblast Luhansk, durchfließt dabei die Großstadt Luhansk, und mündet schließlich rechtsseitig in den Siwerskyj Donez. Der Luhan wird hauptsächlich von der Schneeschmelze gespeist und entwässert ein Areal von 3740 km². Im Sommer fällt der Fluss häufig zwei Monate lang trocken. Zwischen Dezember und März ist der Fluss in der Regel gefroren. Am Oberlauf des Luhan liegt der Wuhlehirsker Stausee mit einem Wärmekraftwerk an seinem Ufer. Die größten Zuflüsse sind der Bila mit 88 km Länge, der 83 km lange Wilchiwka und der Losowa, der 63 km lang ist.